# Angelo Brofferio
Angelo Brofferio (né à Castelnuovo Calcea le 6 décembre 1802, mort à Minusio le 25 mai 1866) est un poète et un homme politique piémontais.

## Biographie

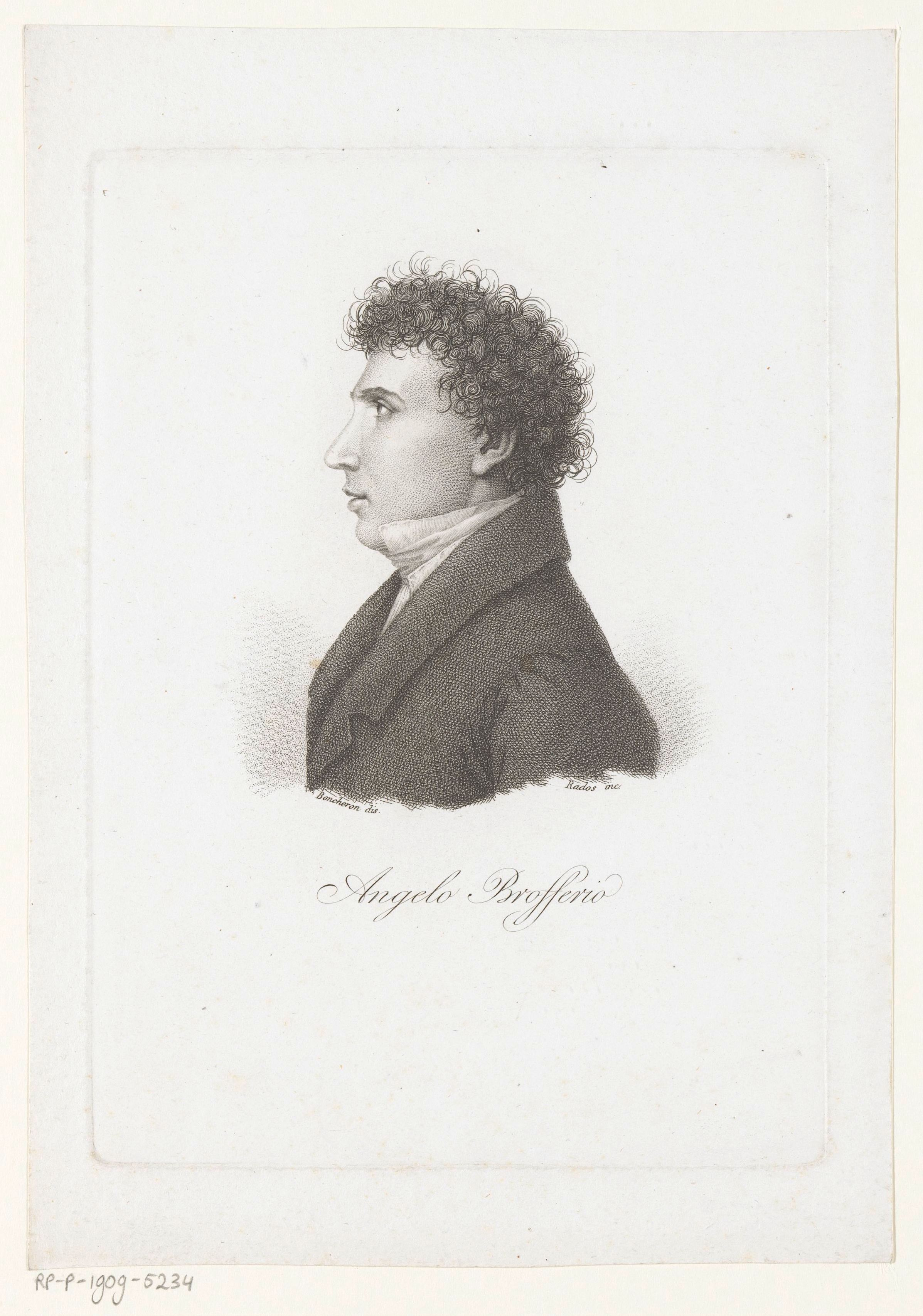
Portrait d'Angelo Brofferio (gravure de Luigi Rados).

Angelo Brofferio est le descendant d'une riche famille de médecins, il reçoit une éducation anti-cléricale et empreinte des fondements de la pensée des Lumières.
Il fréquente le lycée d'Asti, et en 1814 la famille s'installe à Turin où il s'inscrit à la faculté de droit de l'université de Turin.
En 1821 Brofferio est contraint de se réfugier dans sa ville natale pour échapper aux sévères mesures mises en place après les émeutes antimonarchiques de Turin auxquelles il a pris part.
Il quitte aussi l'université et commence à écrire des drames sur la liberté, mais ses représentations sont censurées. En 1822, réadmis à l'université, il obtient son diplôme de droit.
S'inspirant d'Alfieri, il continue à écrire des pièces qui sont mises en scène à l'étranger avec succès. Il fait la connaissance de nombreux patriotes et révolutionnaires qui renforcent sa haine envers les gouvernements réactionnaires. En 1831 il entre en franc-maçonnerie Franchi Muratori mais il est rapidement arrêté et, après avoir fait des aveux sur l'organisation de la société secrète, il est relâché et s'éloigne des carbonari.
Il épouse d'abord Felicie Perret avec qui il a trois enfants, puis Giuseppina Zauner qui lui donne trois autres enfants.
En 1835 il collabore avec le journal Messaggero Torinese dont il devient le directeur. Il s'occupe de littérature, de théâtre et de critique des mœurs.
En 1840 il s'occupe d'un hebdomadaire de ton progressiste et à finalité encyclopédique qui s'intitule Il dagherrotipo: galleria popolare enciclopedica.
En mai 1848, il est élu au parlement subalpin et il soutient la constitution italienne l'année suivante ainsi que la reconnaissance de la République romaine, qui est constituée le 9 février 1849 et qui voit la décadence du pouvoir temporel du pape.
En 1849 le général Ramorino est accusé de désobéissance pour avoir déplacé sa division à la droite du Pô, contrevenant aux ordres et causant la défaite contre l'armée autrichienne de Radetzky à Novare. Brofferio assure la défense du général mais il perd le procès et le général est fusillé.
En octobre 1851 le comte Camillo Cavour reçoit le portefeuille du ministère de l'Agriculture dans le gouvernement de Massimo d'Azeglio. De droite modérée, il cherche l'appui de la gauche d'Rattazzi pour créer son propre parti puis utilise d'Azeglio pour éliminer Rattazzi de la place politique. Brofferio, d'« extrême gauche », membre de l'opposition démocratique, est contre les idées monarchiques de Cavour et s'oppose à ses desseins de lois d'indépendance italienne au côté de l'industrialisation anglaise [précision nécessaire] et à l'implication dans la guerre de Crimée.
En 1864, Brofferio est parmi les opposants du transfert de la capitale de Turin à Florence, à la suite de l'accord franco-italien, ce qui déclenche dans le centre-ville de graves émeutes faisant 30 morts et plus de 200 blessés.
En 1865 Brofferio est élu par la gauche à Dronero et ce sera son dernier engagement politique, il meurt en 1866 dans sa villa de Minusio, la Verbanella.

## Idéologies politiques

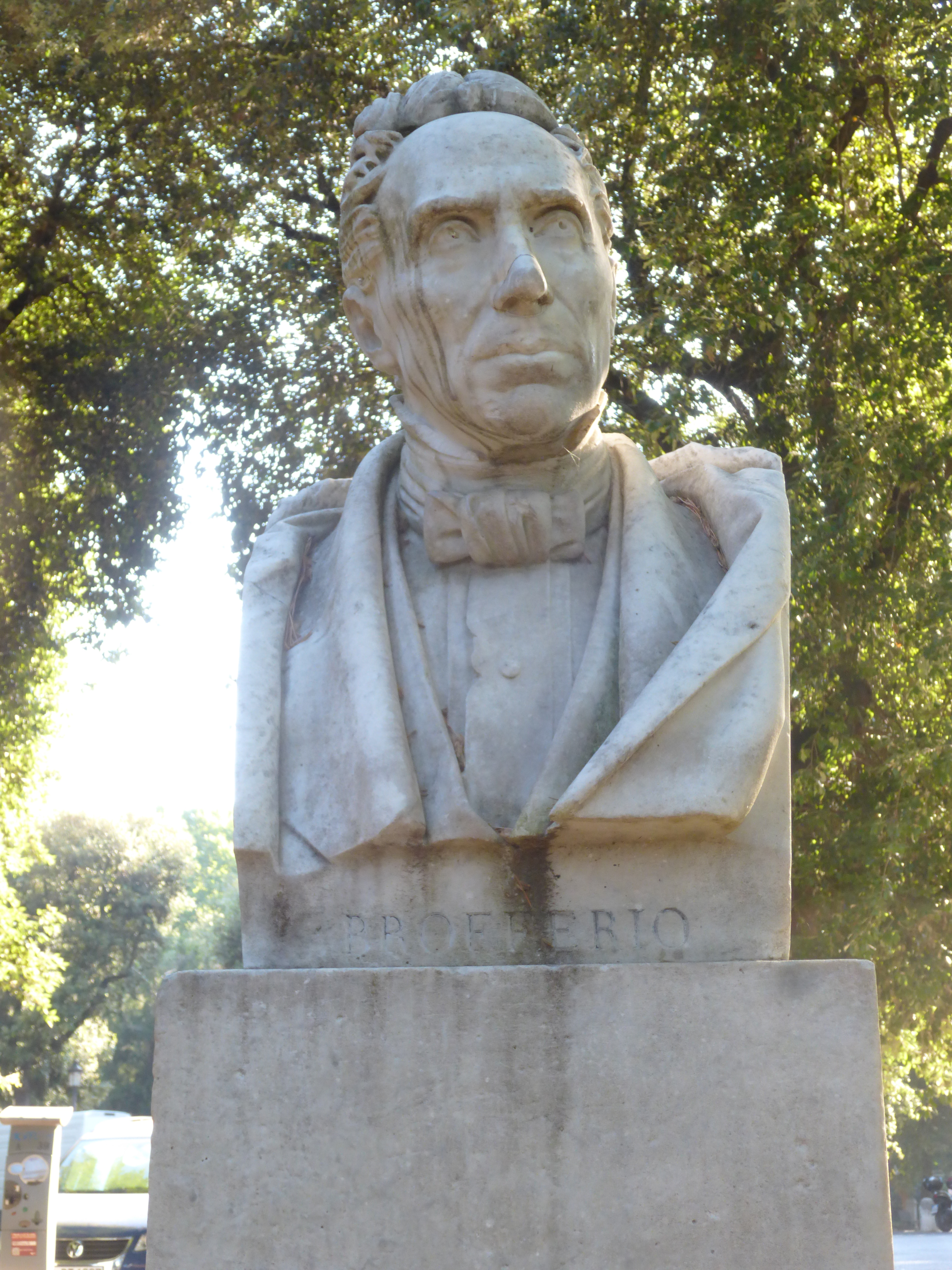
Buste de Angelo Brofferio (parc Pincio).

Anticonformiste et anti-clérical, il s'opposa sans relâche au pouvoir temporel de l'Église qui freinait l'unification de l'Italie et était trop présente dans la vie politique.
Il essaya de rétablir les droits à l'éducation laïque et une plus grande tolérance aux groupes religieux. 

Il s'occupa de la liberté de la presse et de la censure, de la liberté d'association, de l'abolition de la peine de mort et de la torture.

## Œuvres
Parmi ses tragédies :
- Su morre
- Eudossia
- Idomeneo
- Vitige re dei Goti
- Il vampiro
- Mio cugino
- Salvator Rosa
- Il tartufo politico

Parmi ses œuvres :
- Tradizioni italiane
- Scene elleniche (1844)
- Storia delle rivoluzioni italiane dal 1821 al 1848
- Storia del Piemonte dal 1814 ai giorni nostri
- Storia del parlamento subalpino
- I miei tempi

### Piémontais
Fortement lié à la culture, il écrit de nombreuses chansons en piémontais surtout liées au concept de patrie italienne et d'indépendance envers l'étranger. Certaines sont interprétées par Gipo Farassino dans l'album Guarda che bianca lun-a, en 1974.
La stèila dël Piemont del 1847

Dal prim di ch’ i eu fait la sapa

d' canté d'arie an stil monfrin,

për gnun Prinsi, për gnun Papa

i eu mai fait ël buratin.

Sensa mai perde l'aptit,

pr’esse pòver, pr’esse cit,

sospirand, i aussava ’l front

vers la stèila dël Piemont!

## Sources
- (it) Cet article est partiellement ou en totalité issu de l’article de Wikipédia en italien intitulé « Angelo Brofferio » (voir la liste des auteurs).